# Stenalcidia spilosata
Stenalcidia spilosata là một loài bướm đêm trong họ Geometridae.